# Erich Weede
Erich Weede (* 4. Januar 1942 in Hildesheim) ist ein deutscher Soziologe, Psychologe, Politikwissenschaftler und seit 2004 emeritierter Lehrstuhlinhaber für Soziologie der Universität Bonn.

## Leben
Erich Weede erwarb 1966 den Grad eines Diplom-Psychologen an der Universität Hamburg. Er absolvierte ein Zweitstudium der Soziologie und der Politikwissenschaft sowie ein Studienjahr in den Vereinigten Staaten. 1970 folgte bei Rudolf Wildenmann die Promotion zum Dr. phil., 1975 erhielt er die Lehrbefugnis in Politischer Wissenschaft an der Universität Mannheim.
In den Jahren 1974 bis 1978 war Weede leitender wissenschaftlicher Angestellter beim Zentrum für Umfragen, Methoden und Analysen (ZUMA) in Mannheim. 1978 wurde er als Professor für Soziologie an die Universität Köln berufen. 1986 und 1987 lehrte er zusätzlich als Gastprofessor für Internationale Beziehungen am Bologna Center der Johns Hopkins University. 1997 folgte er einem Ruf der Universität Bonn an den Lehrstuhl für Soziologie (in Nachfolge von Friedrich Fürstenberg).
Weede schreibt regelmäßig für die Zeitschrift eigentümlich frei. Im Jahr 2004 erhielt er den Richardson Lifetime Achievement Award, der alle drei Jahre von dem European Consortium of Political Research (ECPR) vergeben wird. Von der Friedrich A. von Hayek-Gesellschaft erhielt er im Jahr 2012 die Hayek-Medaille.
Weede war neben Eckart Conze, Joachim Scholtyseck, Jürgen Frölich und Ewald Grothe von 2012 bis 2016 Herausgeber des Jahrbuchs zur Liberalismus-Forschung der Friedrich-Naumann-Stiftung für die Freiheit.
Weede bezeichnet sich ausdrücklich als ein im amerikanischen Sinne „Libertärer“ und lehnt die Soziale Marktwirtschaft sowie den Sozialstaat westlicher Prägung – weil „schuldenbasiert“ – ab.

## Forschungsschwerpunkte
Die Forschungsinteressen von Erich Weede sind laut dem Institut für Politische Wissenschaft und Soziologie der Universität Bonn:
- „Rational Choice“- und „Public Choice“-Theorien
- international vergleichende (auch quantitative) Analysen zu Wirtschaftswachstum
- Einkommensverteilung und Gewaltanfälligkeit – sowohl für westliche Industriegesellschaften als auch für Entwicklungsländer
- Kriegsursachen und Kriegsverhütung
- Zivilisationsvergleiche unter besonderer Berücksichtigung Asiens

## Mitgliedschaften
Weede ist Mitglied der Deutschen Gesellschaft für Auswärtige Politik (DGAP), der Deutschen Gesellschaft für Politikwissenschaft (DGfPW), der Deutschen Gesellschaft für Soziologie (DGS), der Friedrich A. von Hayek-Gesellschaft, der International Political Science Association (IPSA), International Sociological Association (ISA), der International Studies Association (ISA), der List-Gesellschaft, der Mont Pelerin Society, sowie der PSS(I) abgekürzten Peace Science Society (International).
Weede ist laut seinem Universitätsinstitut Mitglied der Redaktionsbeiräte verschiedener Zeitschriften:
- seit 1986 beim Pacific Focus (koreanischen Zeitschrift für internationale Studien)
- seit 1988 bei International Interactions (US-amerikanische Zeitschrift für Internationale Politik)
- seit 1997 beim Journal of Conflict Resolution (interdisziplinäre US-amerikanische Zeitschrift für Sozialwissenschaften)
- seit 2000 bei New Asia (koreanische Zeitschrift für Sozialwissenschaften)
- Redaktionsbeirat der Zeitschrift eigentümlich frei[9]

In den Jahren 1982 und 1983 war Weede Präsident der PSS(I), 1985 bis 1986 war er Vizepräsident der International Studies Association (ISA) sowie von 1988 bis 1997 Europaredakteur der Zeitschrift International Interactions.

## Schriften (Auswahl)
Erich Weede hat über 200 wissenschaftliche Arbeiten veröffentlicht, darunter elf Monographien:
- Weltpolitik und Kriegsursachen im 20. Jahrhundert. Eine quantitativ-empirische Studie (1975).
- Hypothesen, Gleichungen und Daten. Spezifikations- und Meßprobleme bei Kausalmodellen für Daten aus einer und mehreren Beobachtungsperioden. Monographien Sozialwissenschaftliche Methoden (ZUMA) (1977).
- West German Elite Views on National Security and Foreign Policy Issues (zus. mit Dietmar Schössler) (1978).
- Entwicklungsländer in der Weltgesellschaft (1985).
- Konfliktforschung. Einführung und Überblick (1986).
- Wirtschaft, Staat und Gesellschaft (1990).
- Mensch und Gesellschaft. Soziologie aus der Perspektive des methodologischen Individualismus (1992).
- Economic Development, Social Order and World Politics (1996).
- Asien und der Westen: Politische und kulturelle Determinanten der wirtschaftlichen Entwicklung (2002).
- Mensch, Markt und Staat. Plädoyer für eine Wirtschaftsordnung für unvollkommene Menschen (2003).
- Balance of Power, Globalization and the Capitalist Peace (2005).